# Předseda vlády Švédska
Předseda vlády Švédska (švédsky: Sveriges statsminister) je hlavou vlády Švédského království. Předseda vlády a jeho kabinet drží výkonnou moc. Premiér je nejvlivnější politickou postavou v zemi, do úřadu nominovaný předsedou Riksdagu a zvolen, když se proti němu nepostaví většina členů jednokomorového parlamentu. Ze jmenování premiéra je tedy vyšachován král, což je v monarchiích poměrně neobvyklé a ani v republikách není hlava státu v této věci obvykle obcházena. Proto je ve Švédsku premiér nositel výkonné moci de jure i de facto (v jiných systémech je to obvykle jen de facto, de iure to bývá prezident nebo panovník). Funkce oficiálně vznikla roku 1876 (ačkoli již v minulosti si některé osoby na králi vymohli postavení, které premiérskou pozici připomínalo). Do roku 1917 mohl panovník jmenovat předsedu vlády podle vlastního uvážení. Od té doby musel brát v potaz vůli Riksdagu, ale stále formálně předsedu vlády jmenoval.
Od ústavní reformy z roku 1974 má kabinet ústavní pravomoci, které nejsou odvozeny od Koruny. Zároveň nová ústava zbavila monarchii dokonce i pravomoci nominovat a jmenovat premiéra. Je to jeden z důvodů, proč je pozice premiéra vnímána silnější než pozice jeho protějšků v Dánsku a Norsku. Dalším je ne zcela běžná pravomoc premiéra rozpustit parlament, který mu vyslovil nedůvěru. Tím je role parlamentu oslabena, ale zesílena je naopak tím, že je to jeho předseda, kdo vede jednání o sestavení kabinetu. Kancelář premiéra (i sídlo vlády) se nachází v budově Rosenbad v centru Stockholmu, naproti budově Riksdagu (za řekou). Premiér má dvě oficiální rezidence: Palác Sager (od 1995) a bývalé panské sídlo Harpsund v obci Flen, v kraji Södermanland (od 1953). To se často používá také pro vládní konference a neformální summity mezi vládou, zástupci průmyslu a jinými organizacemi ve Švédsku.

## Jmenování
Za účelem jmenování nového premiéra vede předseda Riksdagu konzultace s vůdci stran, aby navrhl kandidáta, který má být předložen ke schválení Riksdagu. Předsedou navržený kandidát je pak zvolen, ovšem za pomoci principu negativního parlamentarismu. Hlasuje se tedy nikoli o jeho zvolení, ale proti němu. V praxi to znamená, že kandidát na premiéra je potvrzen, pokud pro „ne“ hlasuje méně než 175 poslanců, bez ohledu na počet hlasů „ano“ nebo „zdržel se hlasování“. Premiér tak vlastně není parlamentem volen, ale tolerován. Po schválení Riksdagem musí nově jmenovaný premiér informovat Riksdag, které ministry vybral. S výjimkou předsedy vlády tedy nepotřebují ministři kabinetu souhlas Riksdagu, ale mohou jím být později donuceni k rezignaci vyslovením nedůvěry. Formální nastolení vlády se koná v Královském paláci. Jedná se o zasedání vlády, kterému předsedá král. Během této schůze je králi podána zpráva o průběhu volebního procesu. Král poté oznámí veřejnosti, že došlo ke změně vlády. Kdykoli premiér odstoupí, zemře nebo je Riksdagem donucen odejít z úřadu, požádá předseda Riksdagu premiéra (nebo jeho zástupce), aby vládu ponechal jako úřednickou, dokud se úřadu neujme vláda nová. Pokud je předseda vlády donucen hlasováním o nedůvěře rezignovat, padá celý kabinet a začíná proces volby nového premiéra. Předseda vlády může po vyslovení nedůvěry Riksdag rozpustit, s výjimkou prvních tří měsíců po volbách.